# Biserica de lemn din Becheni

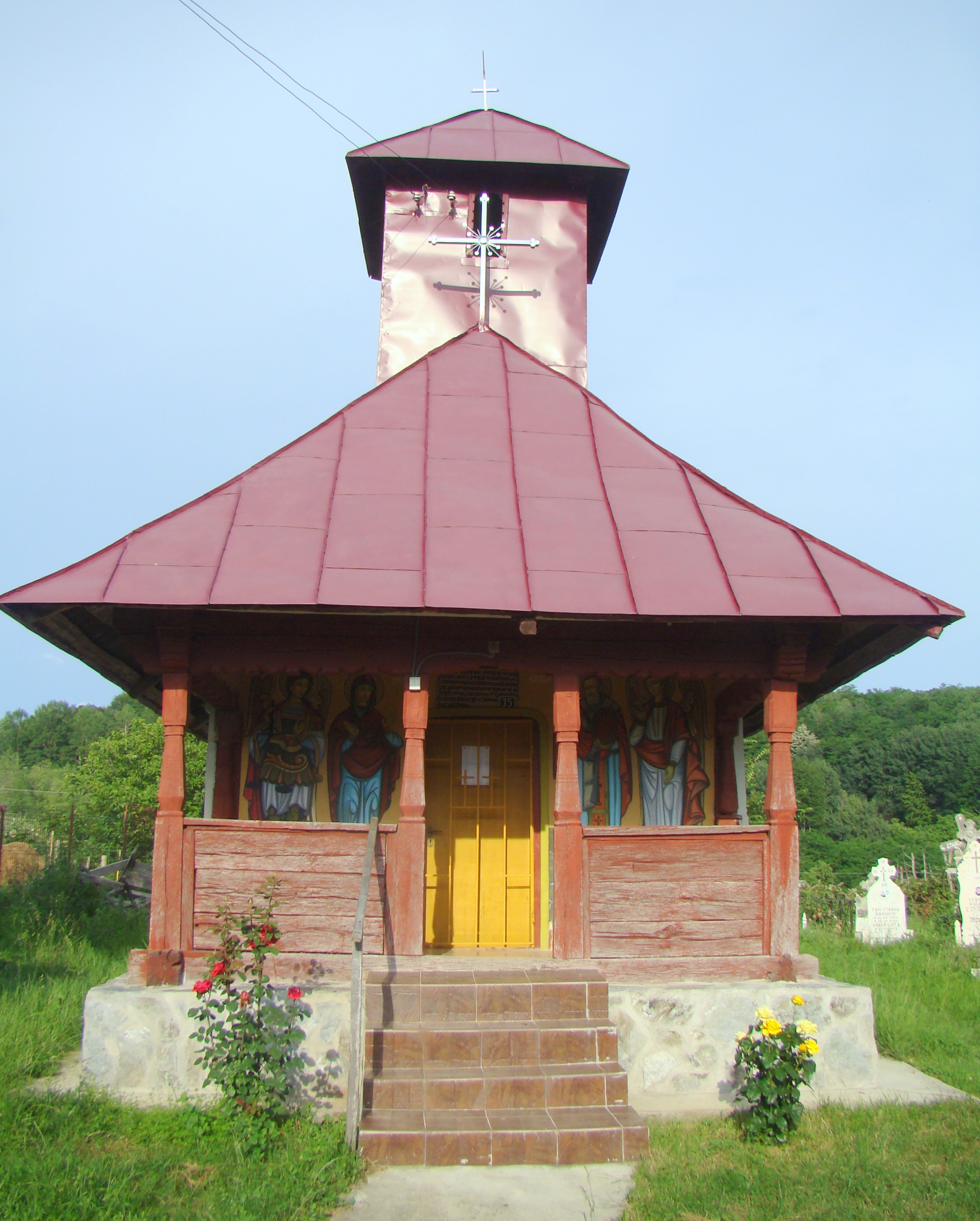
Biserica de lemn „Sfinții Arhangheli” din Becheni, comuna Roșia de Amaradia, județul Gorj, foto: iunie 2018.

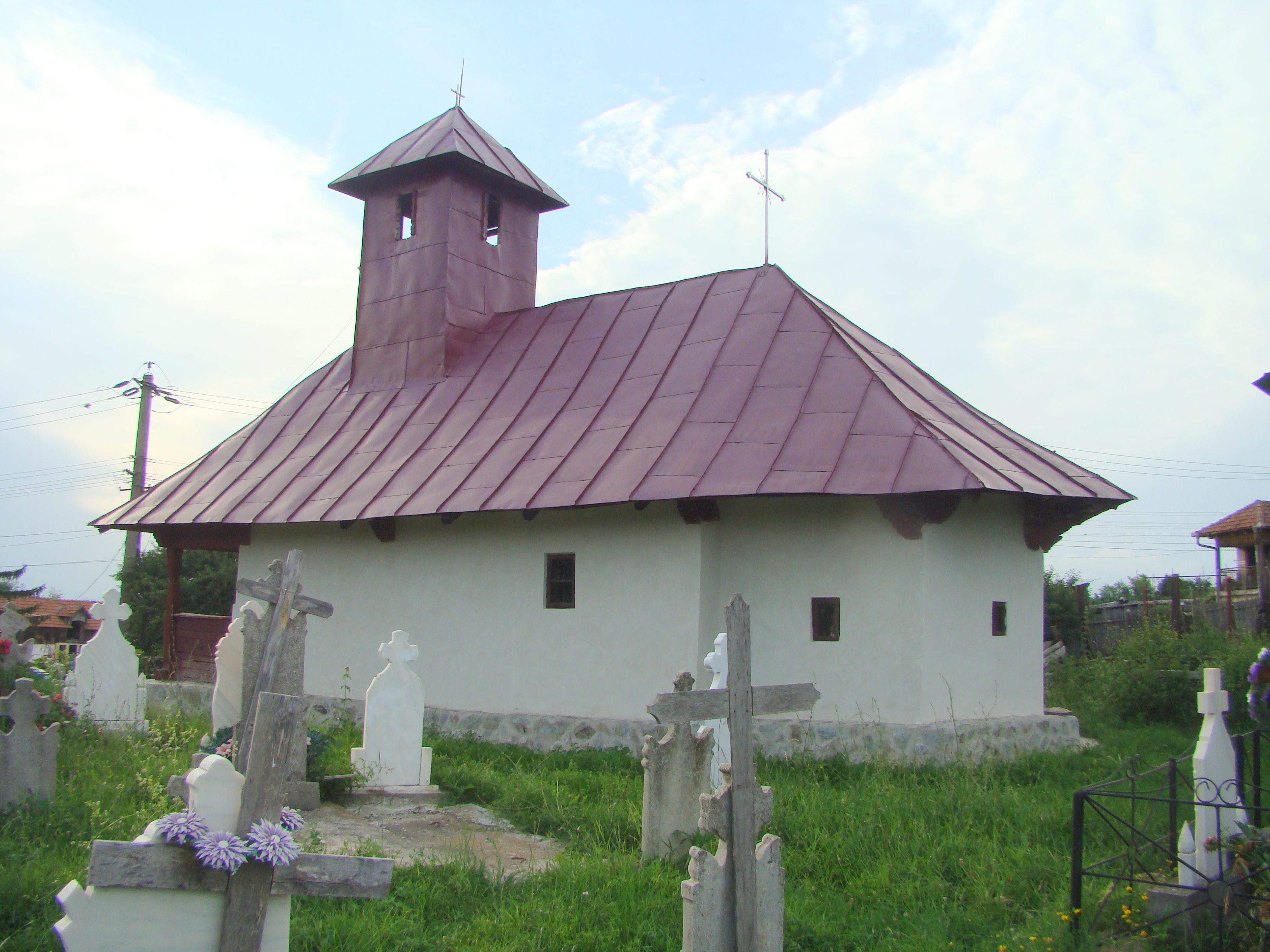
Biserica (sud-est)

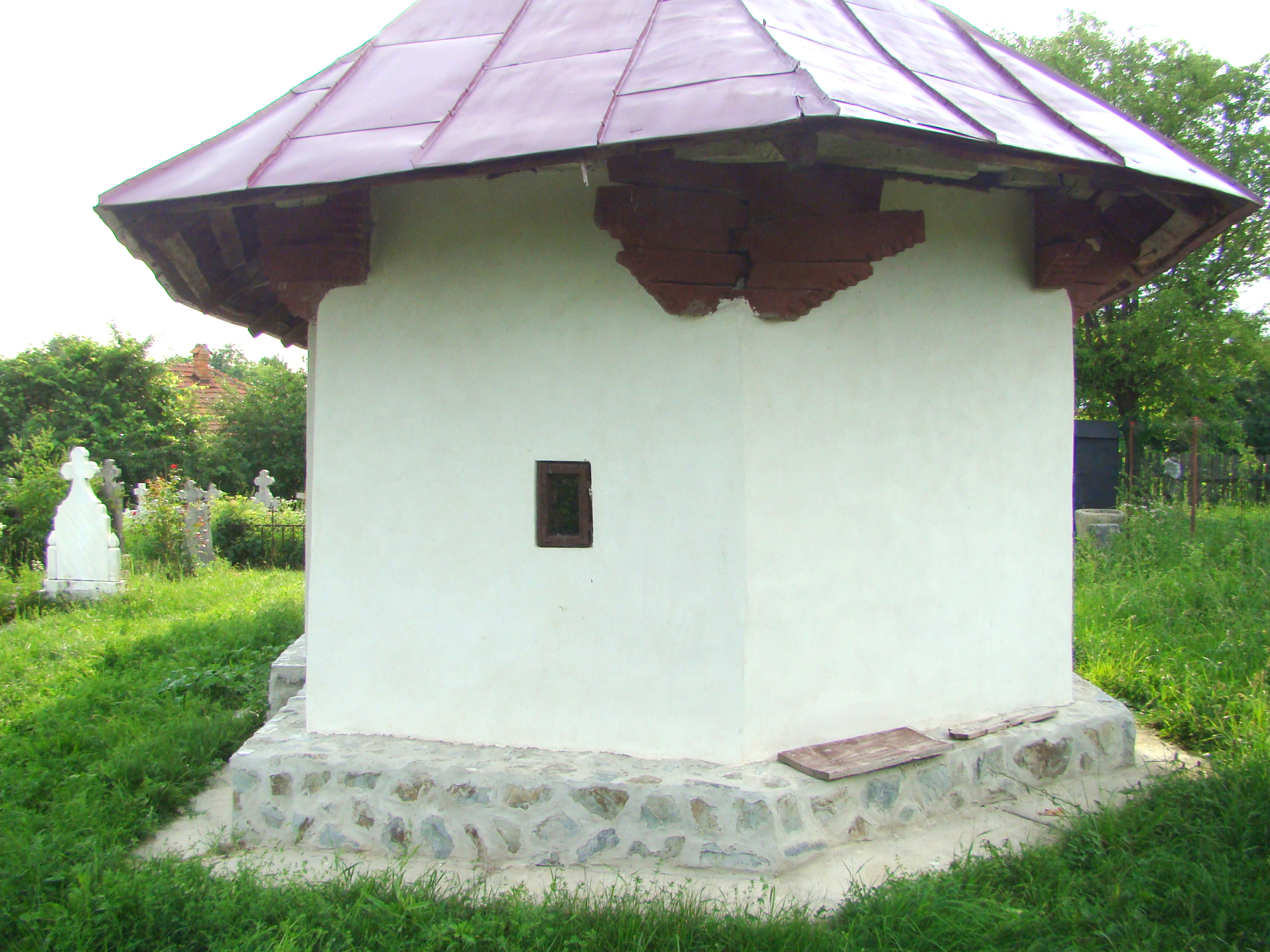
Altarul, cu particularitatea arhaică a unghiului în ax

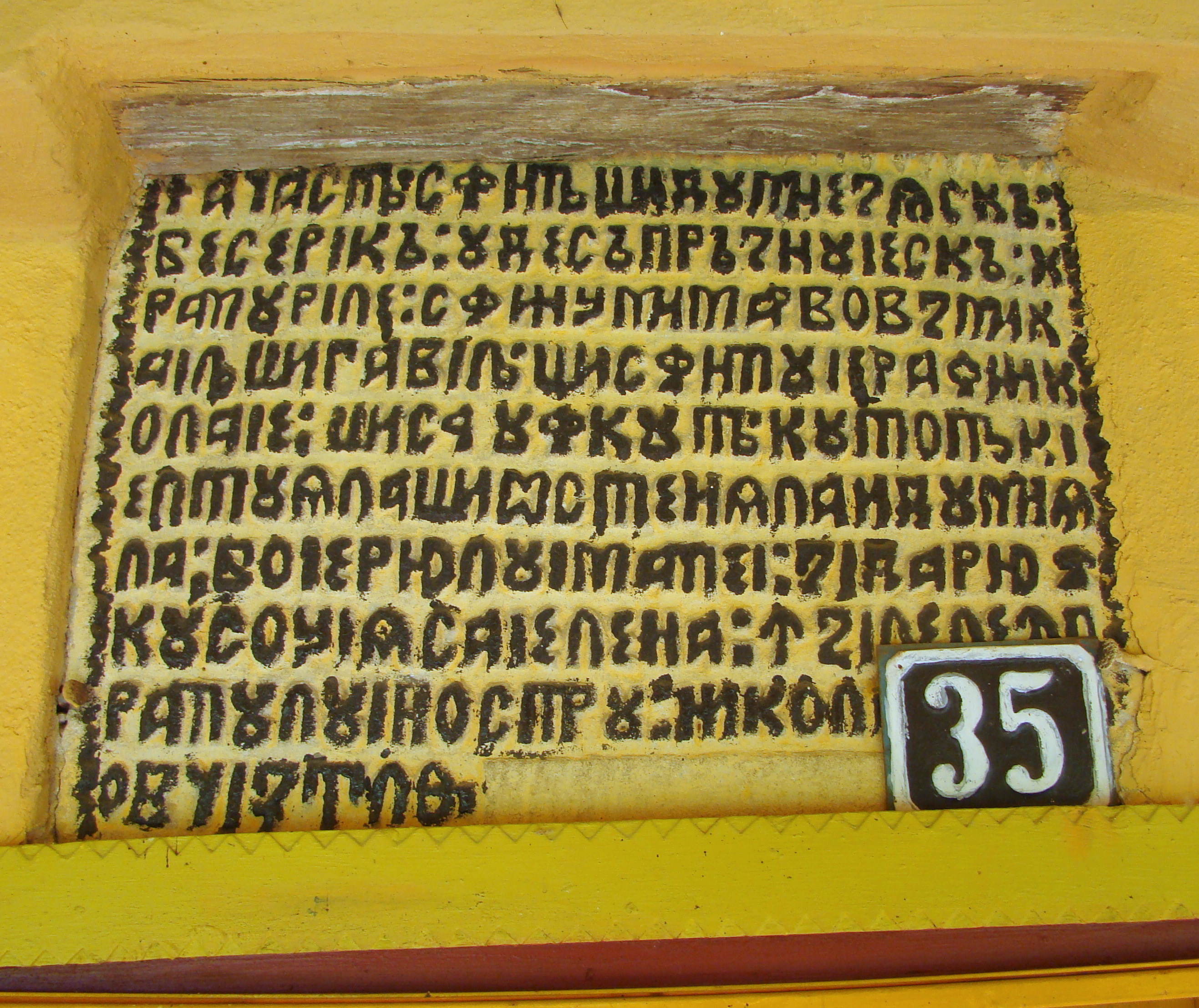
Pisania deasupra intrării

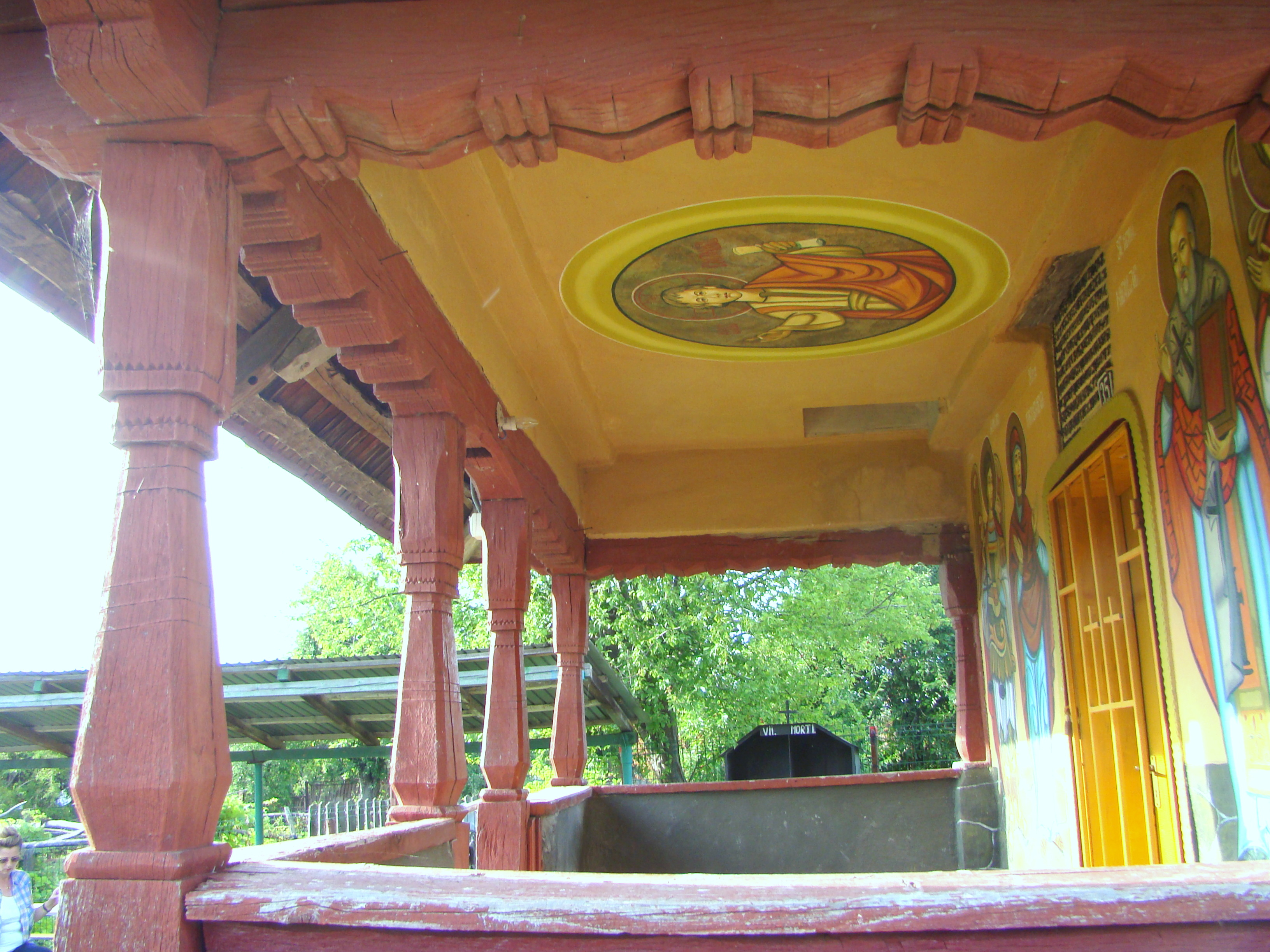
Prispa, cu pălimar din bârne

Biserica de lemn din Becheni, comuna Roșia de Amaradia, județul Gorj are hramul „Sfinții Arhangheli”. Momentul construirii bisericii poate fi împins până în veacul al XVII-lea datorită variantei tipologice arhaice a unghiului în ax la altar.

## Istoric și trăsături
Perioada ridicării bisericii este incertă. Catagrafiile de la mijlocul secolului al XIX-lea, dar și sursele bibliografice de veac XX, preiau pentru ridicare data din pisania de renovare; în 1840, pentru biserica cu hramul Sfinții Îngeri din „mahalaoa Beiheni”, pentru ridicare era indicat anul 1790. În lucrarea Bibliografia localităților și monumentelor feudale din România este indicat anul 1831, iar în Anuarul Mitropoliei Olteniei din 1940 este considerat ca an al construcției 1834.
Cercetătoarea Ioana Cristache Panait consideră anul 1790 ca an al unor reparații, pe considerentul că varianta tipologică a unghiului în ax la altar era o formă arhaică, care nu mai era folosită la sud de Carpați, ci doar păstrată. Luând în considerare acest detaliu constructiv, vârsta bisericii de la Becheni poate fi coborâtă până în veacul al XVII-lea. 
Planimetria bisericii: nava dreptunghiulară, cu pridvor adăugat pe latura vestică, altar decroșat, cu patru laturi și unghi în ax (laturile paralele de 2,07 m, cele în ax de 1,72 m). Elevația interiorului: tavan drept peste pronaos, boltă semicilindrică în naos și altar, două fâșii curbe, tangente pereților, peste laturile în ax.
Pisania exterioară, deasupra intrării, atestă cine este ctitorul renovărilor: „boeriu Matei Zidaru și soția sa, în zilele împăratului Nicolae Pavlovici, 7339” (1831).
Biserica este tencuită, atât la interior, cât și la exterior, unde au rămas libere consolele, cu crestături în unghi drept. Pictura murală veche, la care se referă pisania din naos, din 1835, nu se mai păstrează, pictura fiind refăcută în 1936-1937 (în timp ce pictura exterioară, de pe latura de vest, datează din 1972). O icoană de hram, a Arhanghelilor Mihail și Gavriil, realizată, probabil, de către Matei zugravul, provenită de la Becheni, se află în colecția Mănăstirii Polovragi. În biserică se păstrează ușile împărătești, Buna Vestire, în amplu decor arhitectural.

## Galerie de imagini

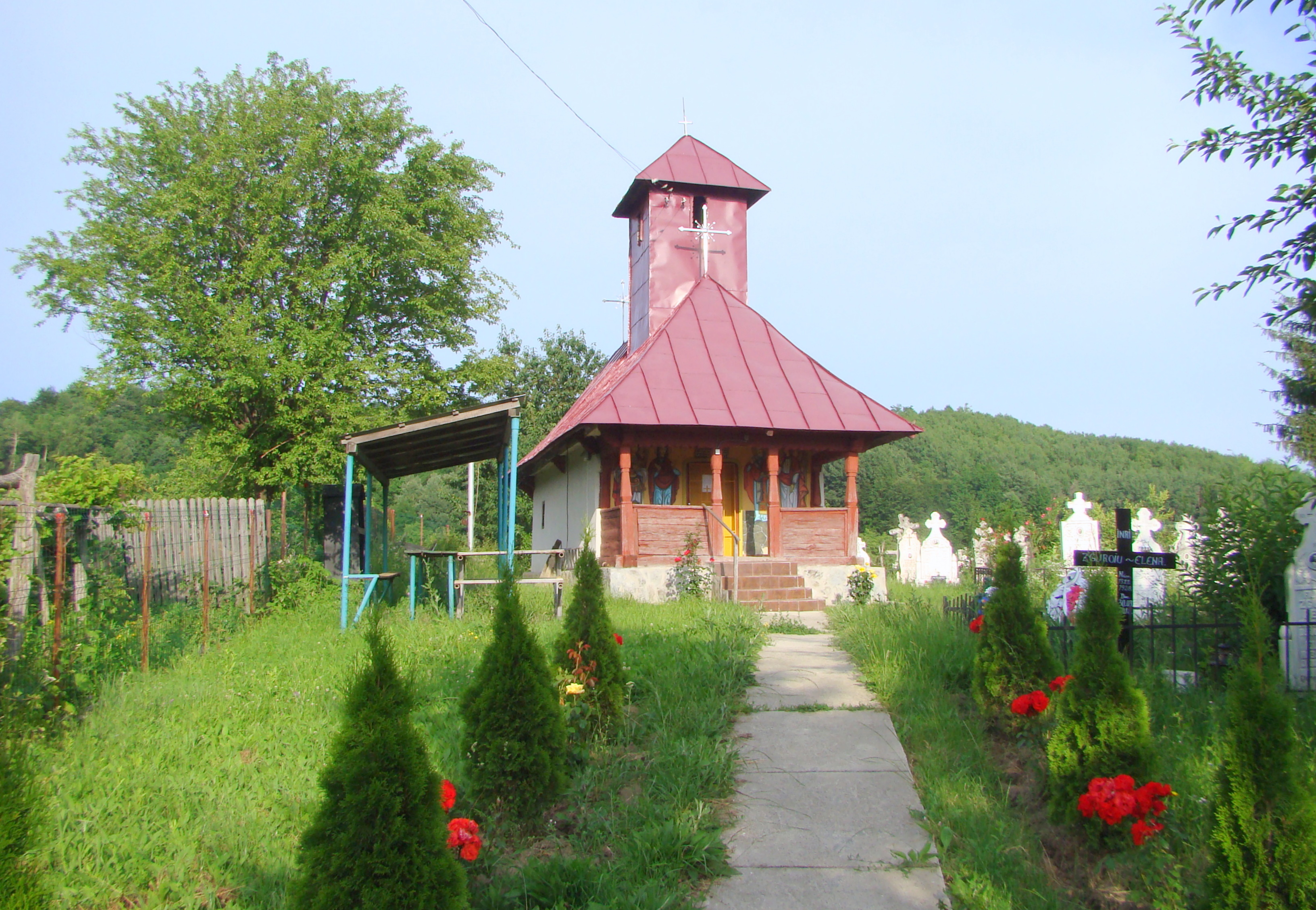
Biserica din depărtare
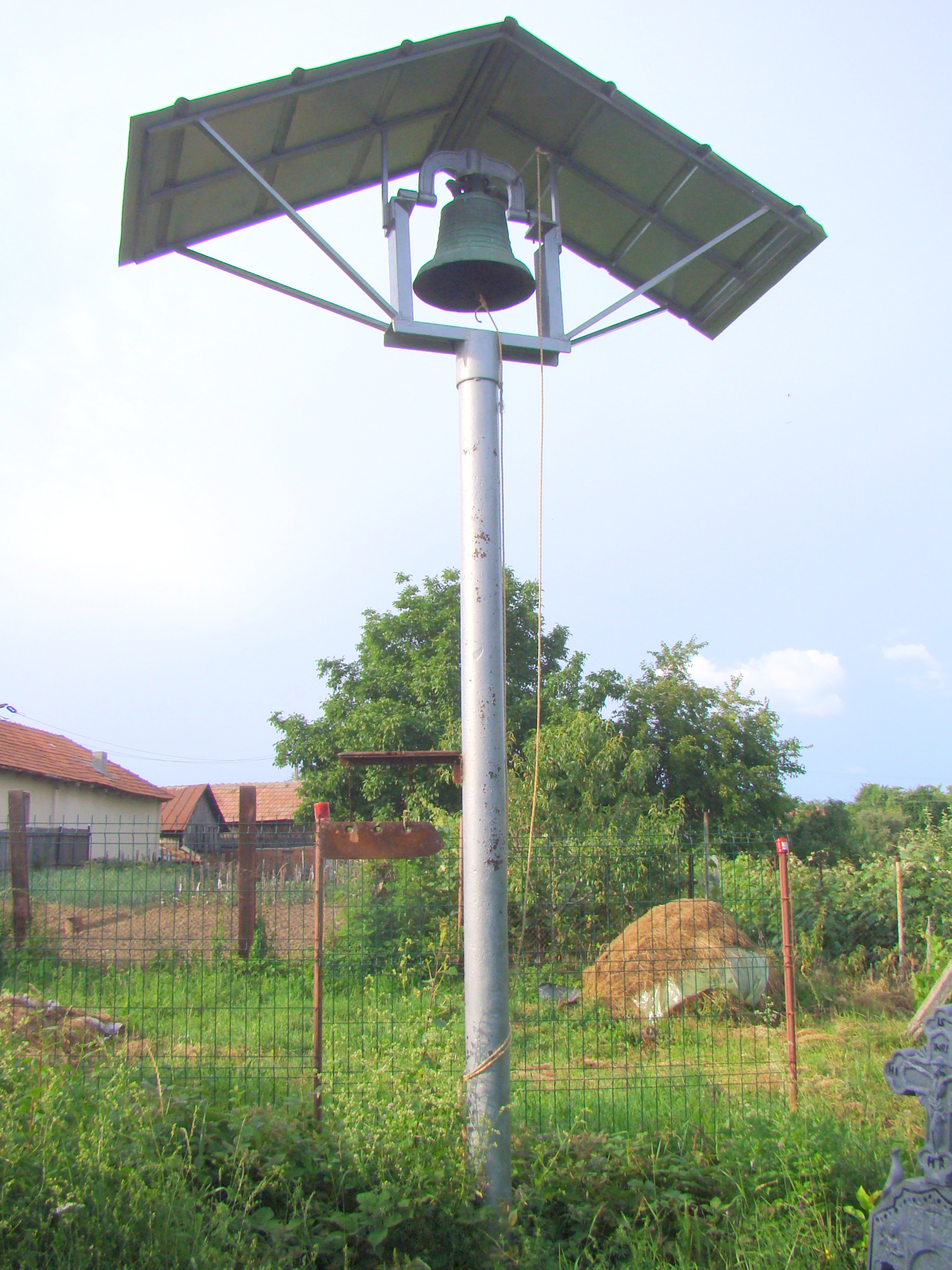
Clopotnița exterioară
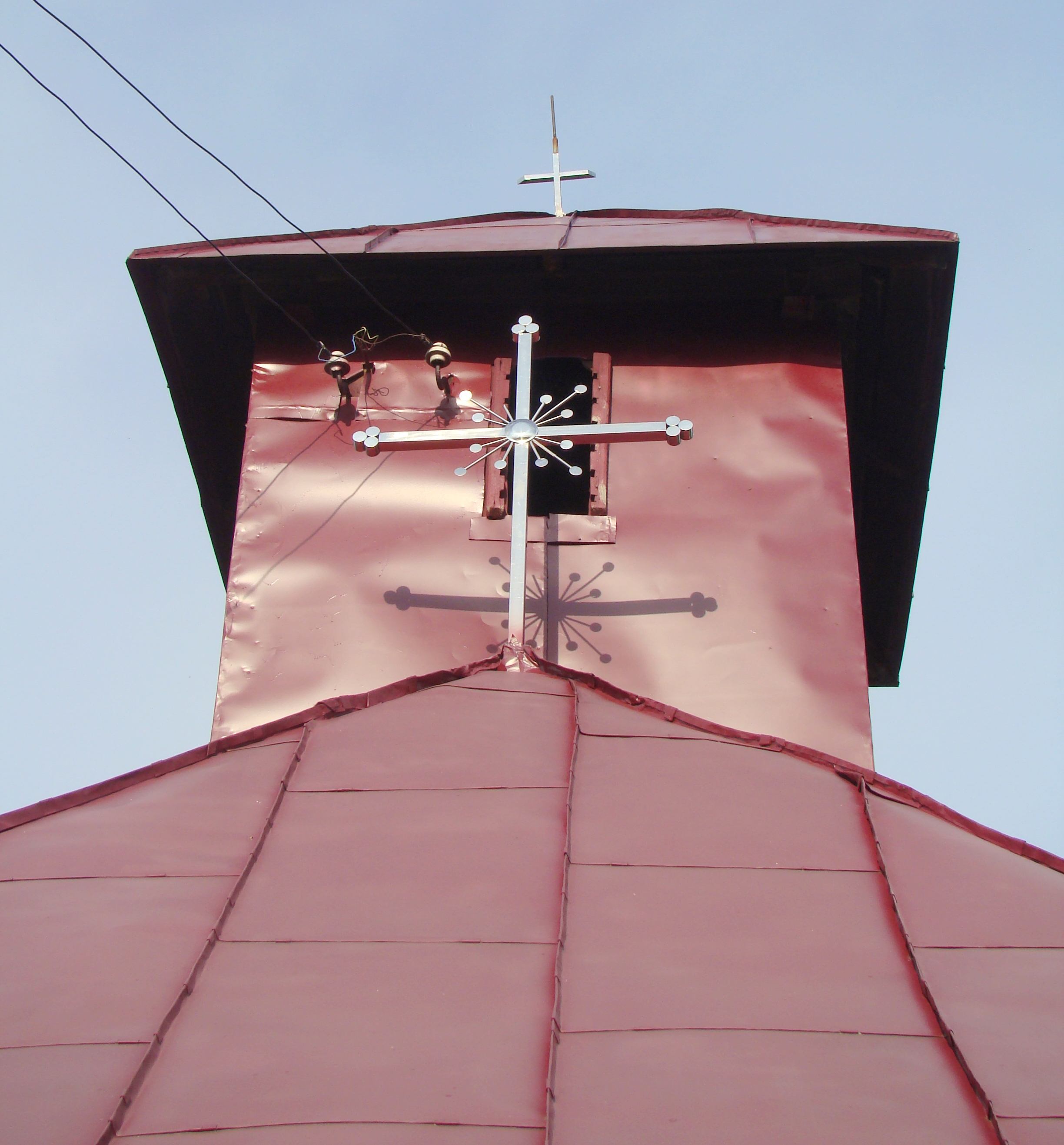
Turnul
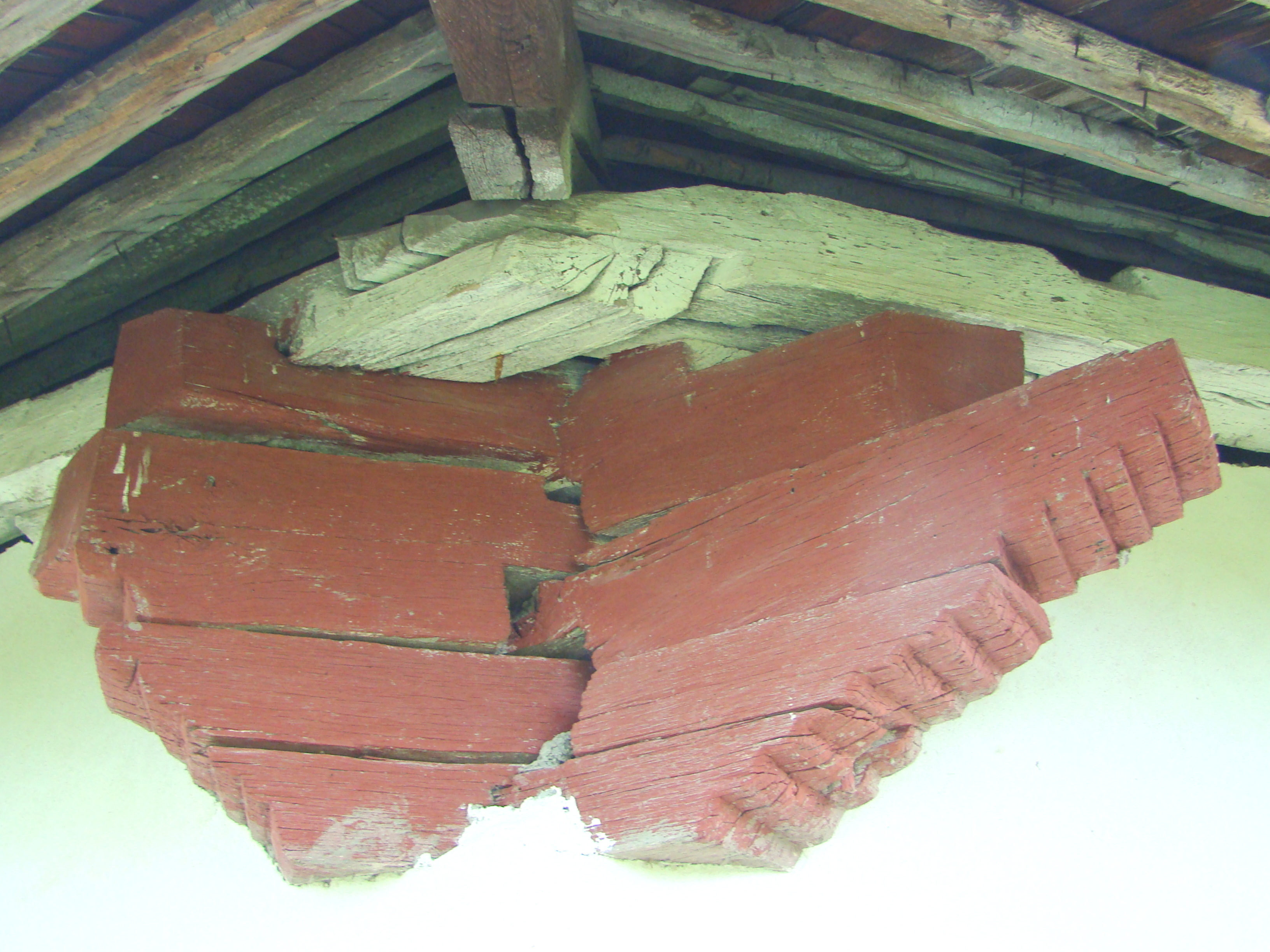
Console
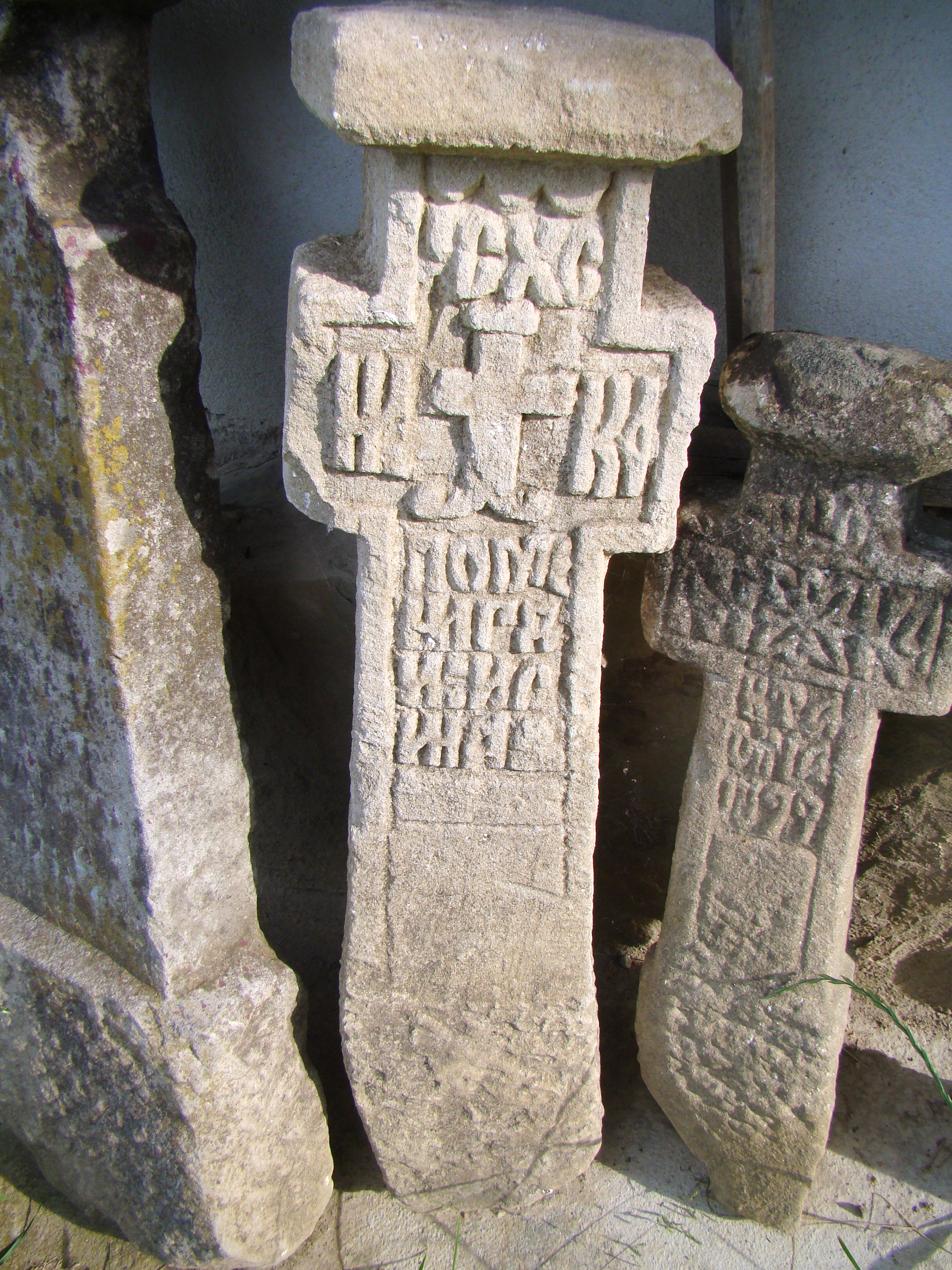
Cruci vechi
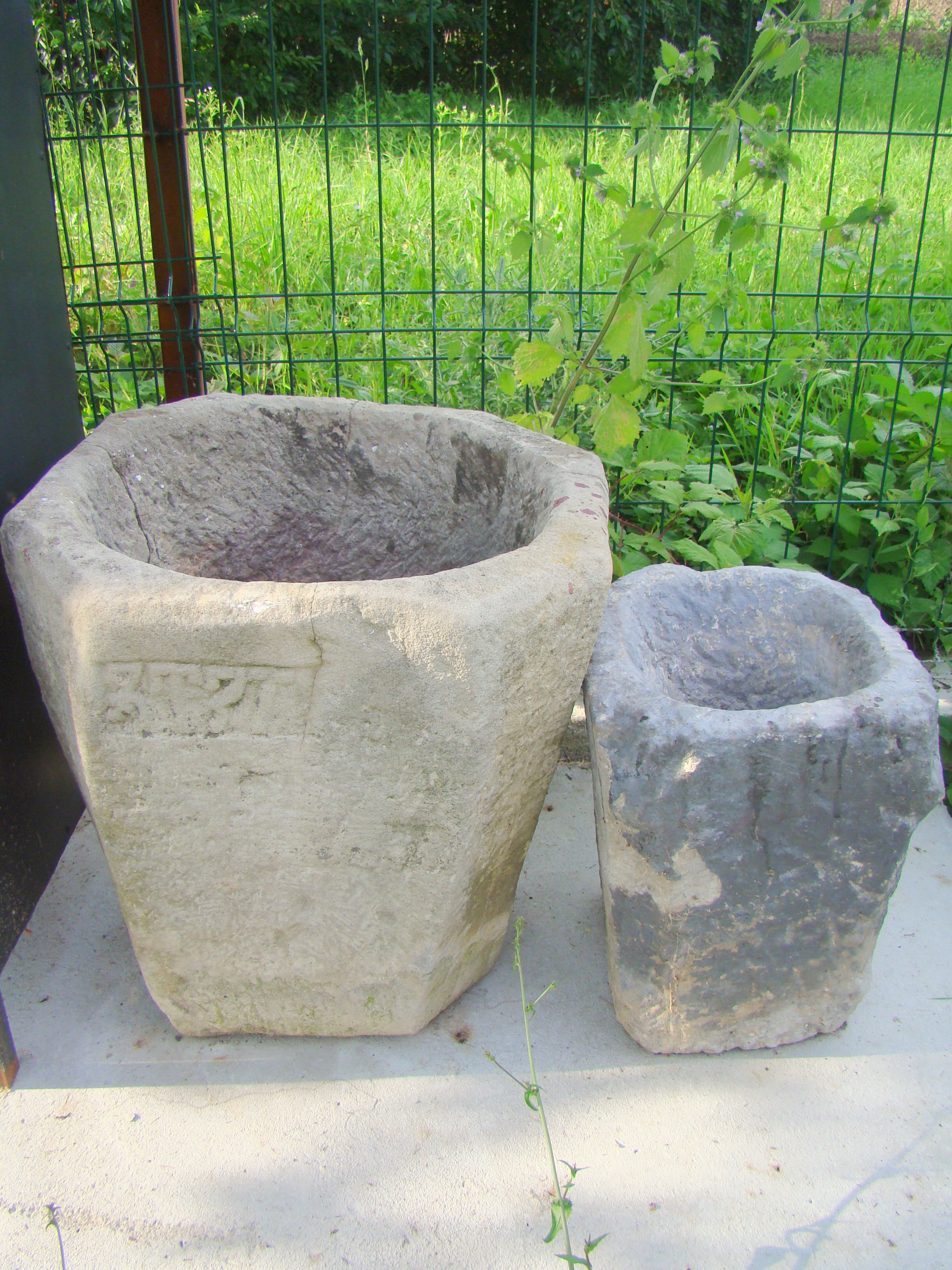
Aghiasmatarul de piatră din 7363 (1854-1855)
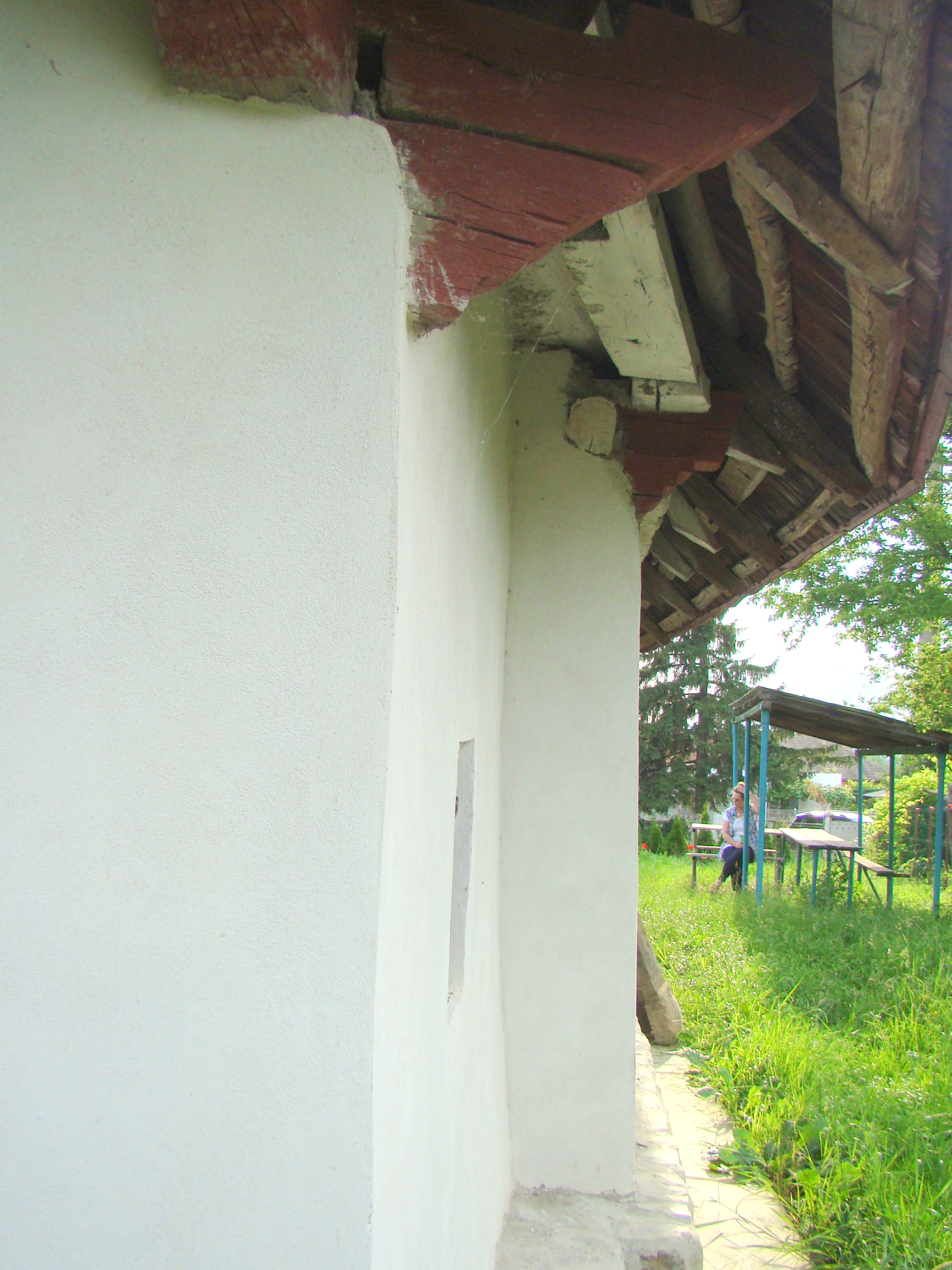
Decroșul absidei altarului
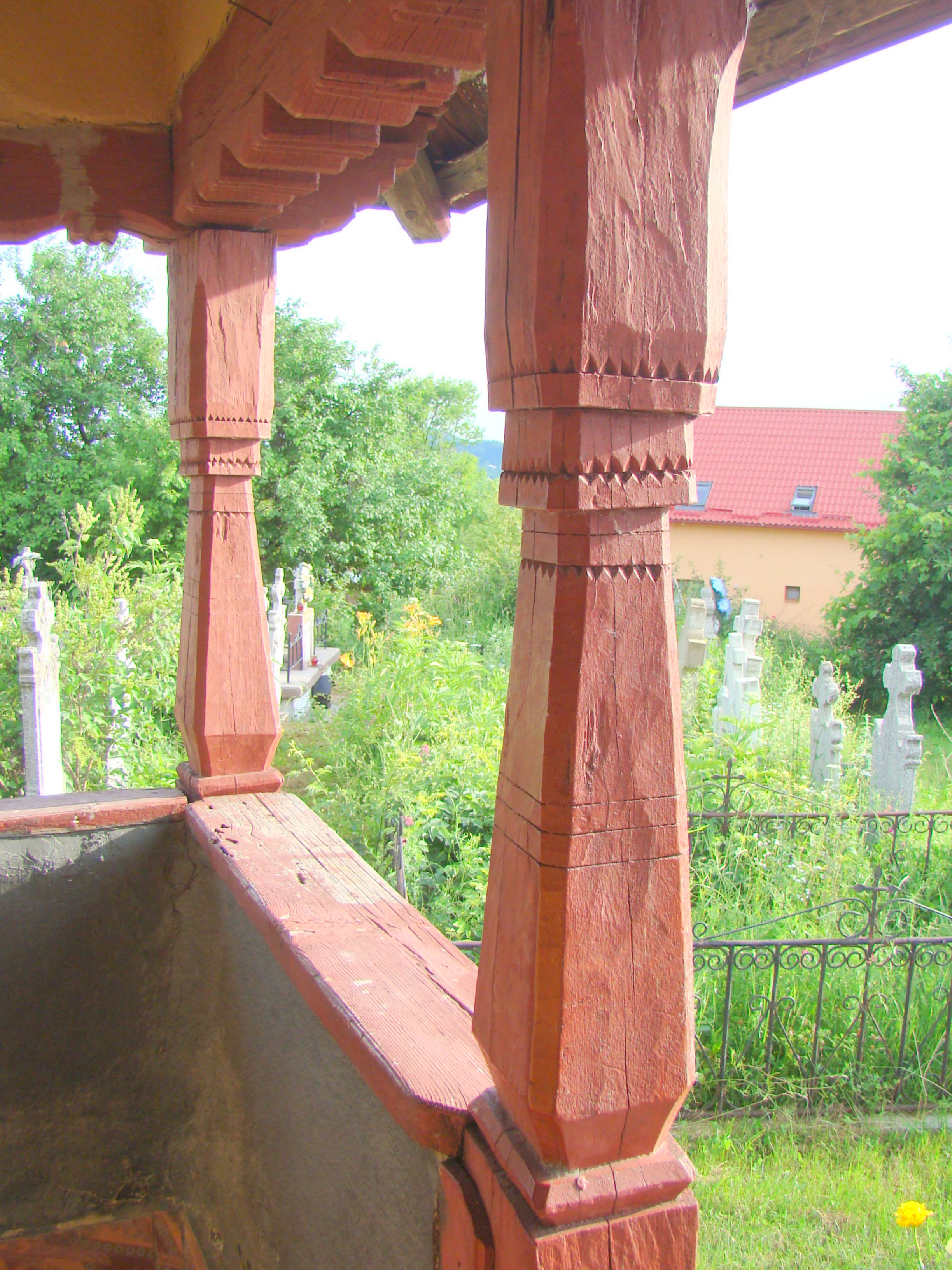
Stâlpi la pridvor
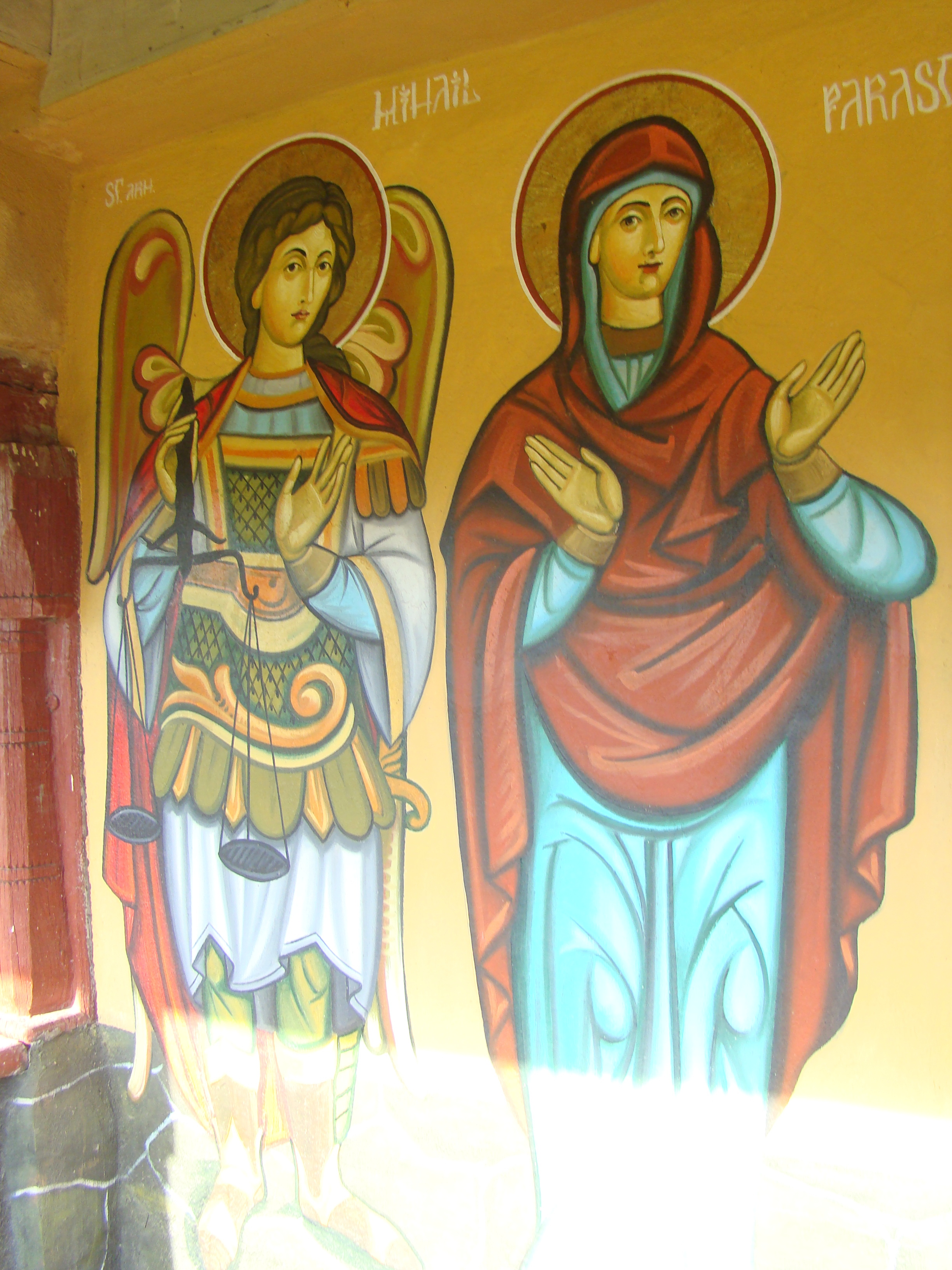
Pictura exterioară
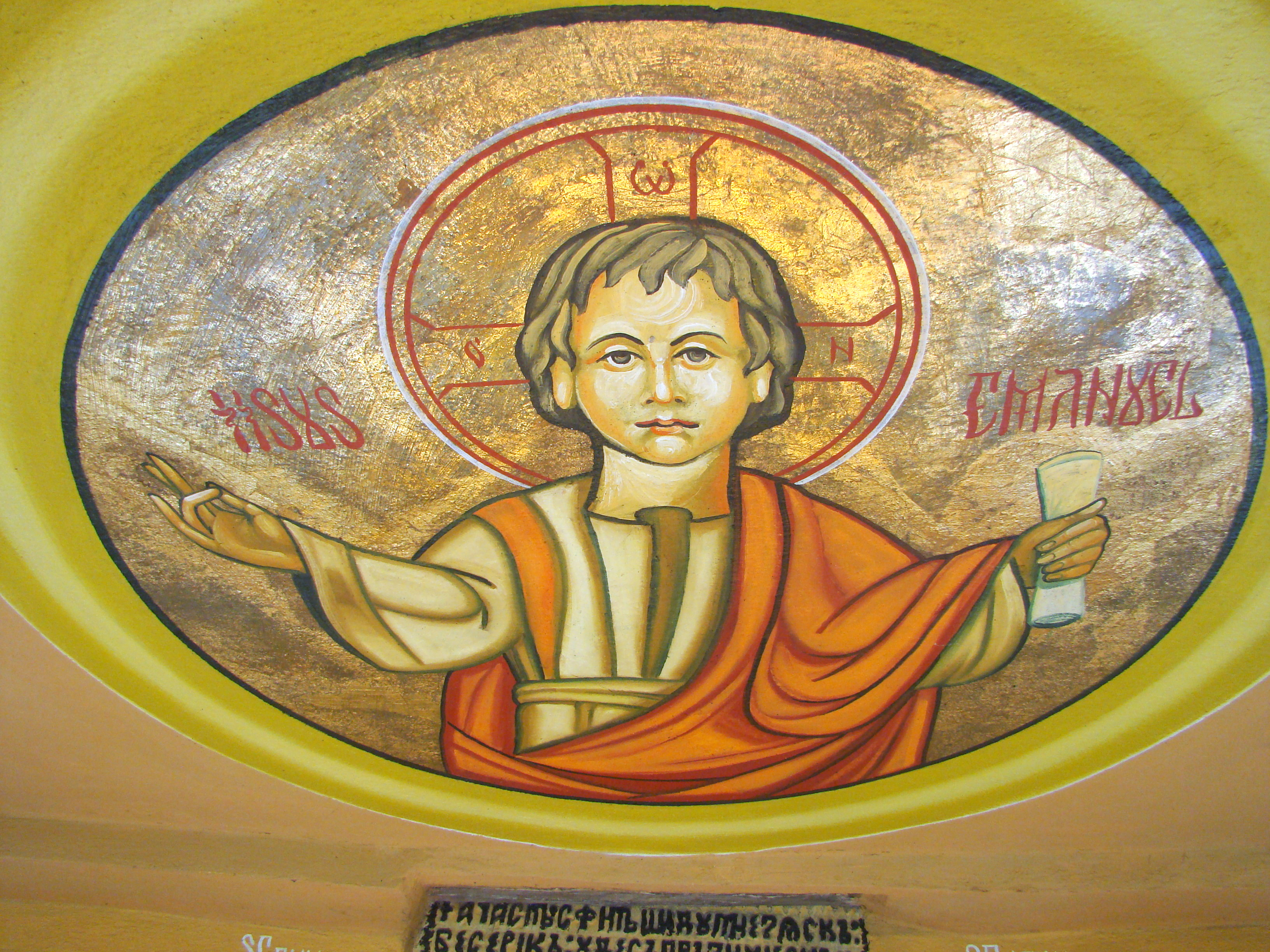
Pictura exterioară
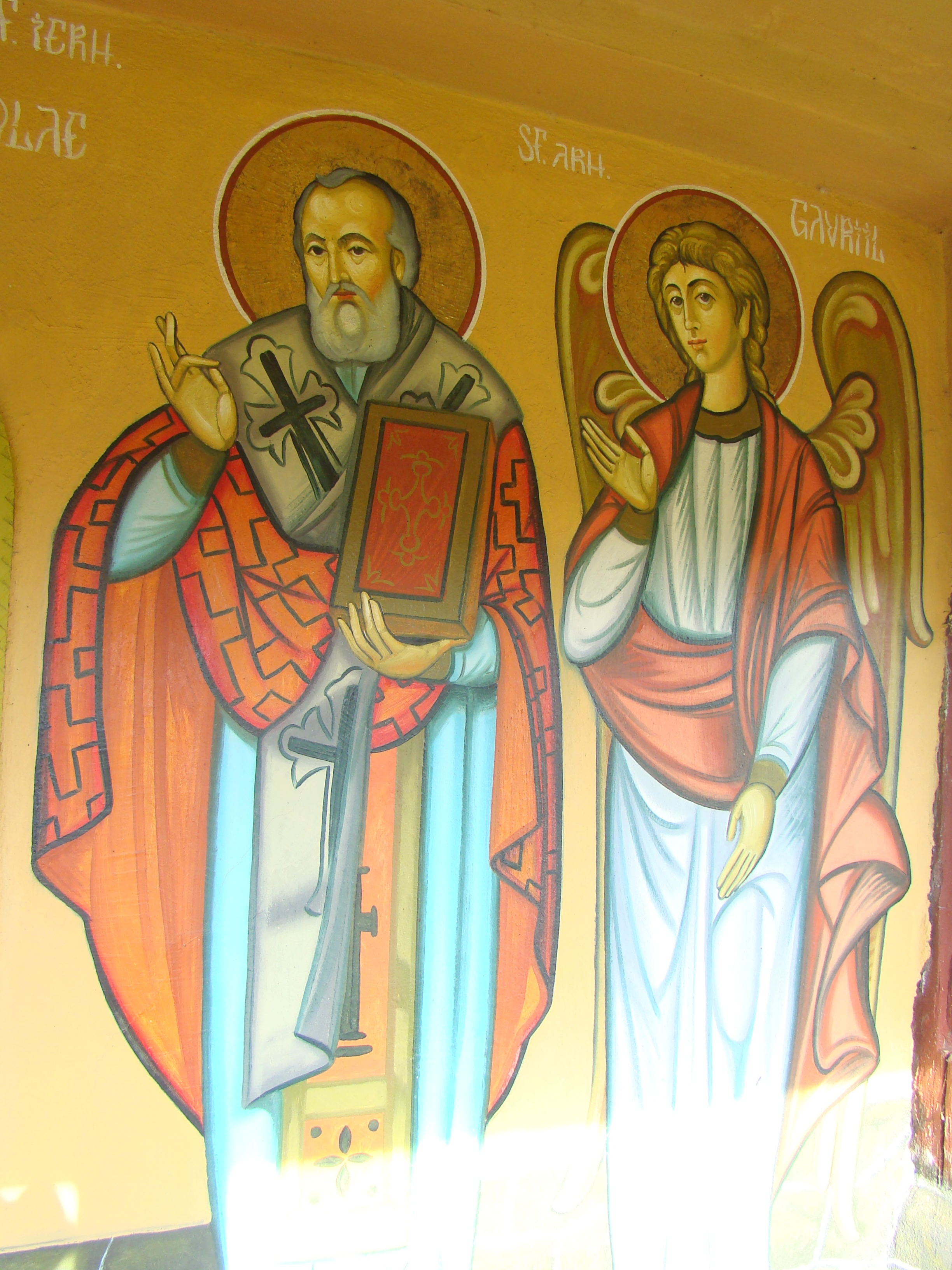
Pictura exterioară
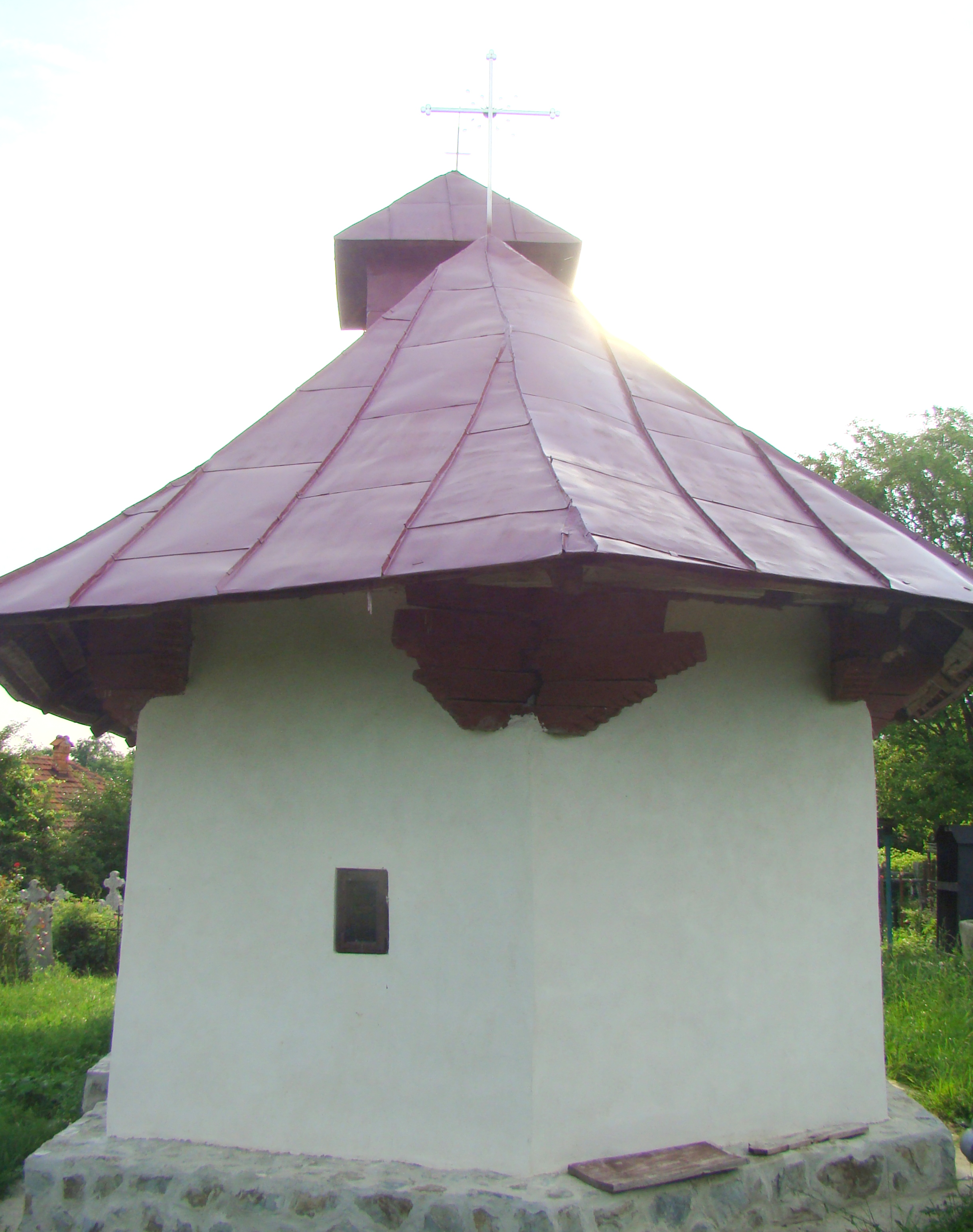
Biserica (est)